# Židi

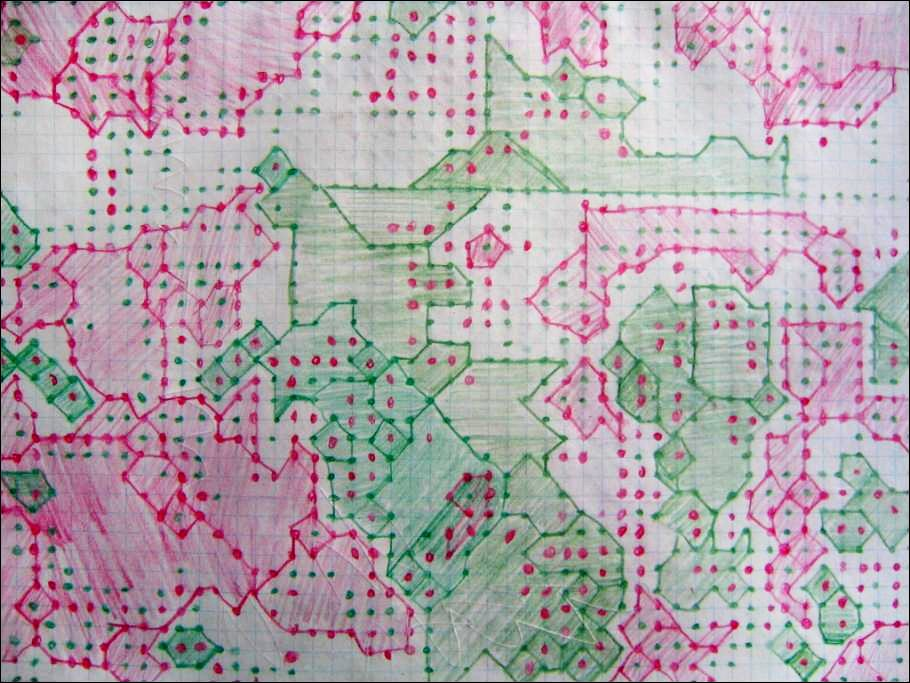
Dohraná partie židů

Ukázka začátku partie židů

Židi[zdroj⁠?!] (někdy také židy, obkličovačka, obklíčovaná, území, hradby, kasárny, tečkovaná či puntíkovaná) jsou strategická hra pro dva hráče (existuje i varianta pro více hráčů). Hráči se střídají v dělání puntíků na průsečíky ve čtvercové síti nespecifikovaných rozměrů. Nejčastěji se používá čtverečkovaný papír (podobně jako u piškvorek). Cílem hry je obklíčit svými puntíky co největší území, na kterém se nacházejí soupeřovy puntíky. Není známa historie této hry, ale s nejvyšší pravděpodobností se vyvinula z čínské hry go.

## Pravidla
Existují drobné odlišnosti v některých verzích pravidel hry židi. Zde uvedená pravidla jsou ta nejčastěji používaná:
1. Hraje se na čtvercové síti nespecifikovaných konečných rozměrů. (Nejčastěji se používá čtverečkovaný papír o rozměrech okolo 60×40.)
2. Hráči se pravidelně střídají.
3. V každém tahu musí hráč udělat puntík na průsečík. (V některých verzích pravidel se kladou puntíky do středů čtverečků.) Tento průsečík musí být volný; tedy nesmí na něm být jiný puntík a nesmí být součástí některého území.
4. Lze zavírat území, která obsahují alespoň jeden soupeřův puntík. Lze zavírat i celá území uzavřená soupeřem.
5. K obklíčení lze použít jednak volné puntíky hráčovy barvy, ale i další puntíky hráčovy barvy, které jsou součástí jeho území. Hráč soupeřovy puntíky obklíčí právě tehdy, když kolem nich existuje okruh (nebo hranice) z hráčových puntíků takový, že tento okruh neobsahuje „mezeru“. (Okruh neobsahuje mezeru pokud existuje puntík okruhu takový, že existuje cesta kterou se „korektními kroky“ můžeme dostat zpět k výchozímu puntíku. „Korektní krok“ vypadá tak, že vede z nějakého puntíku na puntík, který jsme během cesty nenavštívili a který přímo hraničí s výchozím puntíkem. (Máme na mysli okolí obsahující osm puntíku, tedy i diagonální.))
6. Hra končí pokud se jeden hráč vzdá, nebo pokud už není možno nikam táhnout.
7. Pro to, který hráč vyhrál (za předpokladu že se žádný nevzdal), existují dvě hlavní verze. Jsou to:
  - Vítězem je hráč, jehož území má větší plochu.
  - Vítězem je hráč, který zajal ve svých územích více soupeřových puntíků.

### Podobnost s go
Není známo, jak přesně hra vznikla, ale je velice pravděpodobné, že byla inspirována pravidly čínské hry go. Od ní se liší hlavně tím, že v go musí být obklíčené kameny vyjmuty z hracího plánu a také tyto kameny musejí být obklíčeny těsně. Taková pravidla v židech nejsou, a proto je možné je hrát na papíře bez použití gumy. Dalším relativně zásadním rozdílem je fakt, že v židech, na rozdíl od go, nemůžete soupeřovy puntíky obklíčit u „zdi“. (Z toho pramení jedna ze zásadních židových taktik; pokud máte nějaké území a připojíte ho k okraji tak, že je toto propojení „nepropustné“, soupeř vám už toto území nemůže obklíčit.)

## Tipy a triky
Jeden ze základních strategických manévrů v židech je použití „schodovitého“ kladení puntíků. Tedy při budování řady puntíků neumožňovat soupeři diagonální přechod skrze vaši řadu puntíků.

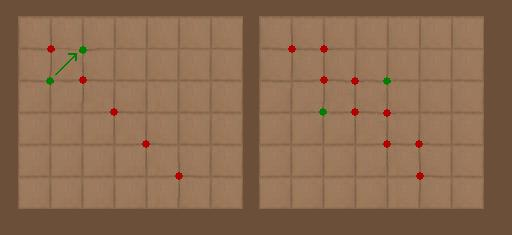
1. obrázek: Rychlejší, ale méně bezpečná možnost; soupeř může proniknout, kam byste si nemuseli přát.
2. obrázek: Pomalejší, ale mocnější způsob. Soupeř nedělá problémy, naopak se do nich může dostat.

### Časté chyby
Představte si následující situaci: Sehráli jste se soupeřem bitvu o nějaké větší území a vás dělí od jeho získání jeden puntík. Váš soupeř je na tahu, a protože si uvědomuje, že nemá už v této bitvě šanci zahraje někam jinam. Častou chybou v této situaci je zahrát v záchvatu euforie tak, že se uzavře území, i když to nebylo nutné. Protihráč mohl hrát na nějaké strategické pozici, přičemž díky uzavření území zde bude hráč o jeden krok pozadu. Nevýhoda otevřených území je však zřejmá; člověk může zapomenout. Proto radši před uzavřením území zvažte, zda je to v danou chvíli efektivní.